# Gmina Radovljica
Radovljica – gmina w północno-zachodniej Słowenii. W 2010 roku liczyła 18 817 mieszkańców.

## Miejscowości
Miejscowości wchodzące w skład gminy Radovljica:

- Begunje na Gorenjskem
- Brda
- Brezje
- Brezovica
- Češnjica pri Kropi
- Črnivec
- Dobravica
- Dobro Polje
- Dvorska vas
- Globoko
- Gorica
- Hlebce
- Hraše
- Kamna Gorica
- Kropa
- Lancovo
- Lesce
- Lipnica
- Ljubno
- Mišače
- Mlaka
- Mošnje
- Noše
- Nova vas pri Lescah
- Otoče
- Ovsiše
- Peračica
- Podnart
- Poljče
- Poljšica pri Podnartu
- Posavec
- Praproše
- Prezrenje
- Radovljica – siedziba gminy
- Ravnica
- Rovte
- Slatna
- Spodnja Dobrava
- Spodnja Lipnica
- Spodnji Otok
- Srednja Dobrava
- Srednja vas
- Studenčice
- Vošče
- Vrbnje
- Zadnja vas
- Zaloše
- Zapuže
- Zgornja Dobrava
- Zgornja Lipnica
- Zgornji Otok
- Zgoša